# Izvedena pridobitev lastninske pravice
Izvedena pridobitev lastninske pravice (ali derivativna pridovibev) pomeni pridobitev po volji prejšnjega upravičenca oziroma lastnika. Lastninsko pravico se tako pridobi s pravnim poslom,  z oporočnim dedovanjem, država tako pridobi tudi dediščino brez oporoke in zakonitih dedičev.
Ob pravnem poslu je pomembno razumeti pomen stvari, publicitetne znake in poskrbeti za pravilno urejanje zemljiške knjige.